# Jacob Edvard Colbjørnsen
Jacob Edvard Colbjørnsen, född den 19 november 1744 i Akershus amt, död den 23 februari 1802, var en dansk-norsk rättslärd, brorsons son till Anna Colbjørnsen och bror till Christian Colbjørnsen.
Colbjørnsen blev 1760 student, 1770 höjesteretsadvokat i Köpenhamn och 1773 professor i juridik vid universitetet. På denna plats inlade han stora förtjänster om danska rättsvetenskapen, i synnerhet genom en självständig behandling av den inhemska rätten, som förut betraktats endast som ett bihang till den romerska. 
1784 fick han titeln konferensråd, blev 1786 medlem av landbokommissionen och 1787 deputerad i räntekammaren; i båda de sistnämnda ställningarna tog han jämte sin yngre bror Christian verksam del i landboreformernas genomförande. 1799 blev han justitiarius i höjesteret och bidrog kraftigt till en raskare och ordentligare behandling av ärendena.